# Lirio
Lirio är en ort och kommun i provinsen Pavia i regionen Lombardiet i Italien. Kommunen hade 130 invånare (2018).